# Legendy naszych czasów
Legendy naszych czasów (fr. Légendes d'aujourd'hui) – album złożony z trzech komiksów o tematyce polityczno-społecznej z elementami fantastycznymi, którego autorami są dwaj znani francuscy twórcy komiksowi Enki Bilal (rysunki) i Pierre Christin (scenariusz). Składa się z prologu oraz trzech komiksów:
- "Rejs zapomnianych" (La Croisière des oubliés, 1975)
- "Statek z kamienia" (Le Vaisseau de pierre, 1976)
- "Miasto, którego nie było" (La Ville qui n'existait pas, 1977)

Prolog i trylogia są połączone osobą bohatera Białowłosego, który pojawia się też w innych politycznych komiksach Bilala i Christina. Łączy je też tematyka, czas i miejsce akcji: rozgrywają się w latach 70. XX wieku we francuskich regionach nad Atlantykiem – w departamencie Landy ("Rejs zapomnianych") oraz w Bretanii ("Statek z kamienia" i "Miasto, którego nie było"). Tematem jest konfrontacja miejscowej społeczności (rybacy, rolnicy, robotnicy) z potężnymi siłami zewnętrznymi, reprezentującymi władzę i bogactwo (kapitał, wojsko, biurokracja). Autorzy jako przedstawiciele pokolenia rewolty studenckiej 1968 roku stają wyraźnie po stronie ludu, komiksy mają jednak pesymistyczną wymowę – tylko ingerencja czynników ponadnaturalnych ratuje lokalną społeczność. Autorzy sugerują, że realnie istniejąca lewica nie ma recept na rozwiązanie problemów społeczeństwa. Komiksy rysowane miękką poszarpaną kreską, w brudnych ciemnych barwach oddają też pesymistyczny nastrój lat 70. po porażce ruchów studenckich 1968 roku i kryzysie naftowym.

## Treść komiksu
Prolog – wysocy urzędnicy francuskich służb specjalnych odbywają tajną konferencję w rządowym pałacyku, poświęconą namierzeniu osobnika znanego w aktach jako 50/22B. Jest to młody białowłosy mężczyzna, pojawiający się zawsze w ogniskach niepokojów społecznych, powiązany z ruchami anarchistycznymi, rewolucyjnymi i ezoterycznymi. Na planszach komiksu pojawiają się sami autorzy, Bilal i Christin, tłumaczący, że Białowłosy to "antybohater, duch historii, awatar, figura która utożsamia walkę sił społecznych, walkę klas".
"Rejs zapomnianych" – w departamencie Landy armia francuska prowadzi tajne eksperymenty z tajemniczą bronią, najprawdopodobniej typu antygrawitacyjnego. Eksperymenty wywołują zaburzenia grawitacji w sąsiednich wioskach. Ingerencja Białowłosego, dysponującego ponadnaturalnymi mocami, powoduje, że eksperyment wymyka się spod kontroli wojskowych i obraca się przeciw nim samym. Zauważyć można też zmiany świadomościowe u mieszkańców.
"Statek z kamienia" – bretońskie miasteczko rybackie Tréhoët ma zostać zamienione w ekskluzywny ośrodek wypoczynkowy z nowoczesną architekturą. Mieszkańcom grozi wykorzenienie i likwidacja miejsc pracy. Działania inwestorów doprowadzają jednak do obudzenia pradawnych ponadnaturalnych mocy, ogniskujących się w średniowiecznym zamku i megalitycznych budowlach. W efekcie całe miasteczko znika, odpływa wraz z wszystkimi budynkami, wskrzeszonymi przodkami obecnych mieszkańców i istotami przedludzkimi. i przemieszcza się do Ziemi Ognistej w Argentynie.
"Miasto, którego nie było" – przemysłowe miasteczko Jadencourt w Bretonii zmaga się z recesją. Jedynym zakładem pracy dającym utrzymanie mieszkańcom jest fabryka tekstylna, należąca od pokoleń do tej samej rodziny. W miasteczku utrzymuje się silne napięcie społeczne, trwa akcja strajkowa. Tymczasem umiera właściciel fabryki, a dziedziczka fortuny Magdalena postanawia zawrzeć umowę społeczną z mieszkańcami i zrealizować tam utopijny eksperyment. Jadencourt zostaje zamienione w enklawę pod gigantyczną szklaną kopułą, z wiecznie trwającą wiosną i nieustającym festynem, zabudowane w stylu art nouveau. Większość mieszkańców aprobuje te przemiany, zgadzając się na rolę "mrówek w terrarium" w zamian za dobrobyt i rozrywkę, tylko bardzo nieliczni świadomi politycznie i klasowo mieszkańcy opuszczają "miasto poza czasem".
Rola Białowłosego (50/22B) jest inna w każdym z trzech komiksów: w pierwszym jest głównym protagonistą, w drugim – raczej tylko inspiratorem działań ludzkich, w trzecim – epizodycznym obserwatorem.